# Кольбе, Бруно Юльевич
Бруно Юльевич Кольбе (нем.  Bruno Eugen Julius Kolbe), 19 июня (1 июля) 1850, Верро, Лифляндская губерния, Россия, (нем. Werro), ныне Выру, Эстония — 14 декабря 1925, Йевве, (нем. Jewe) ныне Йыхви, Эстония — российский физик, один из организаторов экспериментального преподавания физики в российской школе, автор физических измерительных и демонстрационных приборов.

## Биография
Российский подданный из прибалтийских немцев. Родился в семье пастора лютеранского прихода Св. Бартоломея — Юлиуса Александра Эммануэля Кольбе и его супруги Шарлотты Эмили, урожденной Мазинг. В 1871 году поступил в Дерптский университет, который окончил в 1877 г. C 1878 года — старший преподаватель математики, физики и естествознания, методист в Санкт-Петербургском училище при евангелическо-лютеранской церкви Св. Анны (нем. Annenschule). C 1913 года преподавал в мужском коммерческом училище И. А. Мазинга при лютеранской церкви Св. Марии (Сытнинская ул., д. 11). После 1917 года вместе с семьей младшего сына Германа уехал в Ревель, ныне Таллин, Эстония, где ещё несколько лет вел преподавательскую деятельность. Награды: ордена Св. Станислава и Св. Анны II и III степени, Св. Владимира IV степени, Медаль «В память царствования императора Александра III».
14 декабря 1925 года Бруно Кольбе скончался на железнодорожной станции Йевве в Эстонии (в настоящее время — город Йыхви).

### Семья
Венчался в 1883 в Санкт-Петербургской лютеранско-евангелической церкви Св. Анны.
Жена — Евгения Александровна (Женни) фон Леш (нем. Eugeni (Jenny) Elisabeth von Loesch) (1864—1915);
Дети: Ядвига Берта Женни (1886 — ок. 1942), Эрвин Юлий Бруно (1888—1936), Герман Теодор Бруно (1889—1952), Лисбет София Женни (1904—1914), Ингеборг Эрика Женни (1904—1914).

### Адреса в Санкт-Петербурге
- Саперный пер., 13
- Ждановская ул., 1/2 (после 1913)[4].

Кроме того, в поселке Веззо в Эстляндской губернии у семейства Кольбе была собственная дача.

## Научная деятельность
Основные направления деятельности Кольбе: исследование цветоощущения, цветового зрения; эксперименты в области электричества и магнетизма, создание физических измерительных и демонстрационных приборов; разработка методики школьного физического эксперимента, организации физических кабинетов.
В 1882 Кольбе был присужден диплом второго разряда, соответствующий серебряной медали, за продемонстрированный им на Всероссийской Промышленной художественной выставке в Москве, «цветометр для количественного определения цветоощущения»; в 1894 — бронзовая медаль за выставку прибора для опытов по электричеству и магнетизму на Всемирной выставке 1893 года в Чикаго.
Кольбе проводит демонстрации своих приборов на съездах преподавателей физики в Петербурге (январь 1902 г.) и Варшаве (декабрь 1902 г.), на собраниях физического отдела Педагогического музея в Соляном городке. За его «наибольшие труды», способствовавшие успеху петербургского съезда, Б. Кольбе получил от попечителя Санкт-Петербургского учебного округа «письменные выражения искренней за труды благодарности».
Материалы исследований физика в области теории цветоощущения публиковались в журнале «Вестник офтальмологии», в еженедельнике «Врач», описания опытов и приборов для изучения электричества и магнетизма — в томах «Физического обозрения», в журнале «Zeitschrift fuer den phusikalischen und chemischen Unterricht» и др. В приложениях к Годовым отчетам Училища Св. Анны издавались методические материалы, основанные на аналитических обзорах состояния экспериментального преподавания физики в учебных заведениях Германии, Австрии, Великобритании и России (включая Финляндию).
Кольбе вел обширную переписку с европейскими исследователями, среди его адресатов — австрийский физик и философ Эрнст Мах (нем. Ernst Mach), российский геофизик Борис Петрович Вейнберг, немецкий физик и химик Адольф Вайнхольд (нем. Adolf Ferdinand Weinhold).
Именем Кольбе названы физические приборы — сетка Кольбе, электроскоп Кольбе, электрометр Кольбе. Аппараты и приборы Кольбе изготавливались в мастерских Санкт-Петербурга (мастерская О. Рихтера, позднее И. Я. Урлауба), Москвы (механик Е. С. Трындин и сыновья), Хемница (Max Kohl und G. Lorenz), Берлина (Ferdinand Ernecke) и Кёльна (E. Leubold’s Nachfolger). Каталоги как русских, так и заграничных фирм в течение нескольких десятков лет содержали в себе рисунки и описания не одного десятка приборов по Кольбе.
На открытии 2 февраля 1902 года в Петербурге нового помещения фирмы «Ив. Як. Урлауб» на Б. Морской, дом 27, Б. Кольбе выступал с приветственной речью.
Электроскопы Кольбе описывались в Энциклопедическом словаре Брокгауза и Ефрона (1904 г.) как «в настоящее время наиболее употребительные и удобные». Сетка Кольбе и электрометр по Кольбе и в настоящее время производятся из современных материалов рядом фирм, например, HDS (Германия), ИНТОС (Российская Федерация), НПО ELXOLDING (Узбекистан) и др. Большой известностью пользовался учебник Кольбе «Введение в учение об электричестве», изданный на русском, немецком и английском языках.

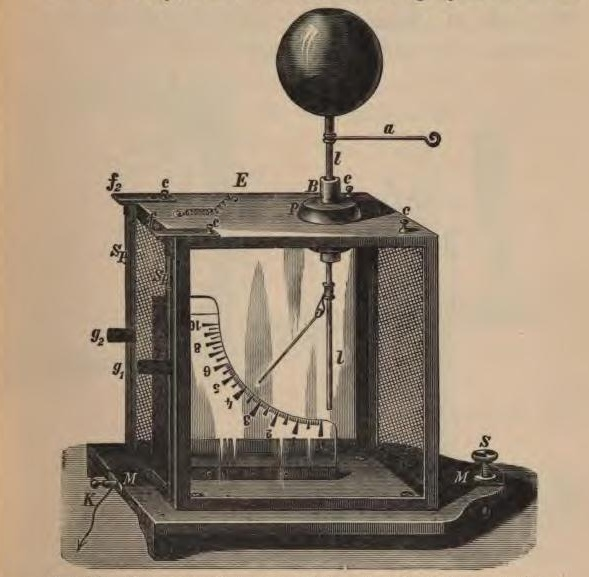
Электрометр Кольбе, рисунок Б. Ю. Кольбе из книги «An introduction to electricity»

Эта книга, писал рецензент петербургского издания — «украшение не только нашей, но и вообще европейской литературы по физике. <…> Г. Кольбе представляет блестящий пример того, что и современный исследователь может изучать вопрос очень сложный со всех его сторон, не упуская из виду ни одной мелочи, ни одной подробности и в этом отношении почтенный автор является по духу одним из лучших физиков школы Фарэдея».